# Godula (Berg)
Der Godula ist ein 737 m hoher Berg im Nordosten der Mährisch-Schlesischen Beskiden.

## Lage
Der Berg erhebt sich 15 Kilometer östlich der Stadt Frýdek-Místek. Nach Norden fällt er ins Beskidenvorland ab. Westlich liegt das Tal der Ráztoka, im Osten verläuft das tief eingeschnittene Tal der Ropičanka. Gegen Süden schließt sich ein Gebirgskamm an, der sich über die Ropička (918 m), den Příslop (945 m) bis zum Velký Lipový (999 m) erstreckt.
Angrenzende Orte sind Godula im Westen, Komorní Lhotka und Smilovice im Norden, Guty im Osten sowie Řeka im Südosten. Auf dem Godulasattel liegt die Salasche Perlík.

## Geschichte
Die Besiedlung des Beskidenvorlandes am Fuße des Berges erfolgte in der Mitte des 15. Jahrhunderts. Zweihundert Jahre später siedelten sich, zunächst in den Gebirgstälern, später auch in den Bergen Pasekaren an. 1644 wurde das Pasekarendorf Řeka gegründet.
Während der Zeit des Staatskatholizismus diente der Godula als heimlicher Treffpunkt der evangelischen Christen aus den umliegenden Dörfern. 1782 erbauten diese in Cameral Elgoth ihre eigene Toleranzkirche.
1931 wurde anlässlich des 150. Jubiläums des Toleranzediktes auf dem Godulakamm ein Gedenkstein errichtet.

## Geologie
Der Godulaberg, bestehend aus einem feinkörnigen Sandstein, bietet durch seine natürlichen und in einigen Steinbrüchen zugänglichen Aufschlüsse gute Möglichkeiten, den Schichtenaufbau der Sandsteinsedimentation zu studieren.

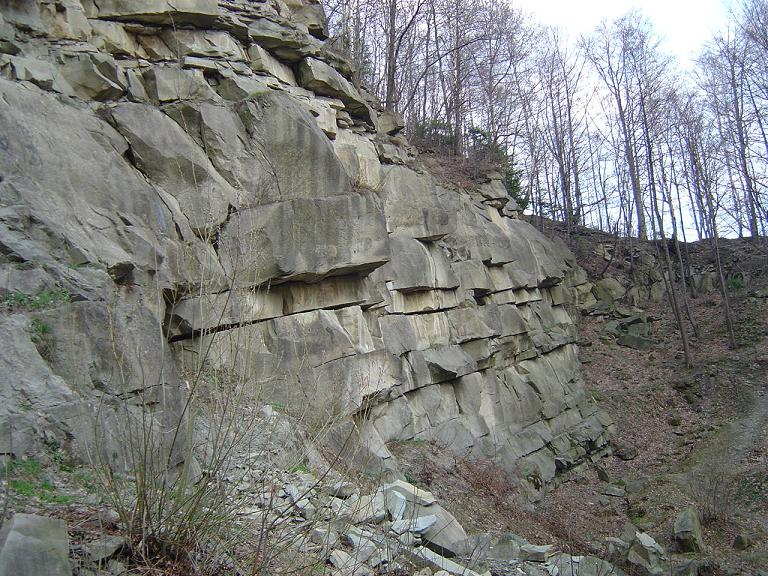
Godula-Sandstein in den Mährischen Beskiden

Im 19. Jahrhundert eröffnete am westlichen Fuße des Berges im Tal der Ráztoka ein Sandsteinbruch. Ein weiterer bedeutender Steinbruch befindet sich an der Ostflanke im Tal der Řeka. Um 1901 waren am Berg drei Abbaustellen aktiv. Zwei gehörten der erzherzoglichen Cameraldirektion Teschen und einer der Ersten schlesisch-galizischen Steingewerkschaft Maximilian H. Krasny in Mährisch Ostrau. Der Stein ist wegen seiner hervorragenden technisch-physikalischen Werte für alle Arten von Bauten und als Wegematerial eingesetzt worden. Insbesondere waren das Architekturteile, Treppen, Pflaster, Bodenplatten, Brückenbauten, Wasserbau (Uferbefestigungen) und Mauerquader.

Als moderne Handelsnamen gelten Řeka-Sandstein, Teschener Sandstein oder tschechisch Těšínský pískovec. Die abbauwürdigen Schichten haben eine Stärke zwischen 0,3 und 6 Metern.
Aus diesem Sandstein sind Fassaden von Gebäuden in Ostrava (Mährisch Ostrau), Cieszyn / Český Těšín (Teschen), Hranice na Moravě (Mährisch Weißkirchen), Krakau, Warschau sowie Kirchen in Třinec (Trzynietz), Karviná (Karwin) und Dombrau, ferner Industriegebäude in Vítkovice (Witkowitz), Třinec (Trzynietz) und  Frýdek-Místek (Friedek-Mistek) errichtet worden. Besonders zu nennen sind das Theater in Zlín, der neue Bahnhof in Cheb und die Gebäude der früheren Vojenská technická akademie Brno (Militärtechnische Akademie Brno).

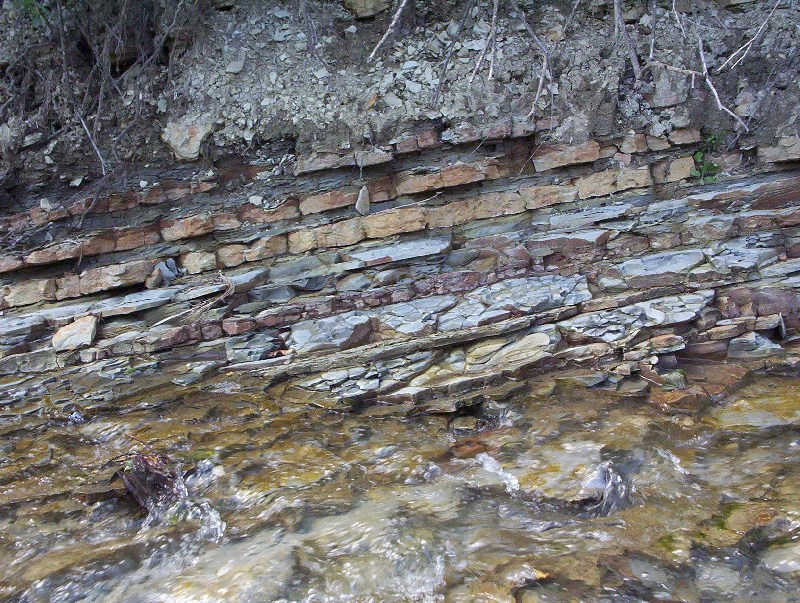
Sedimentation im Flyschkomplex der Niederen Beskiden auf polnischer Seite / deutliche Wechsellagerung

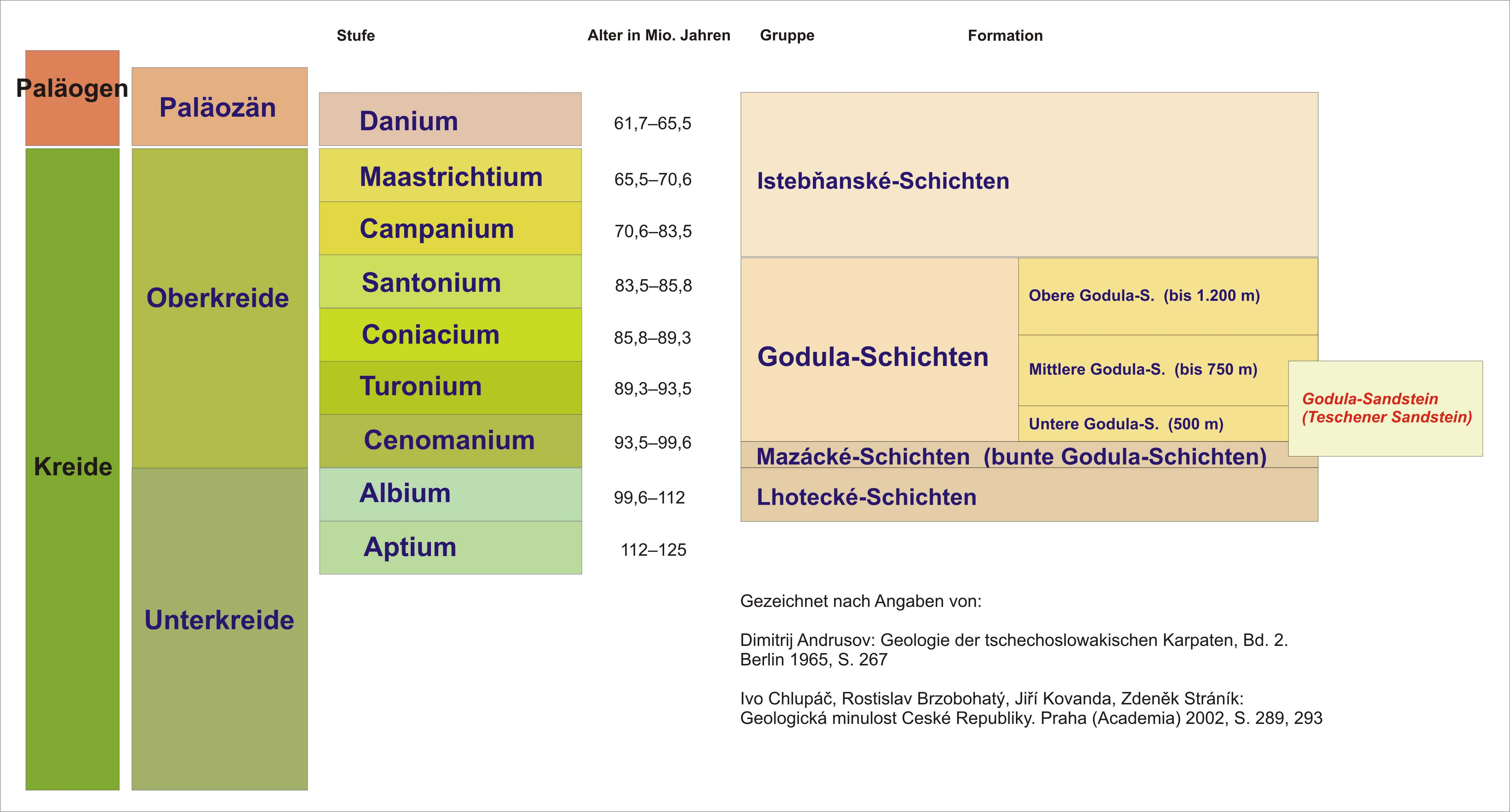
Stratigraphische Position der Godula-Schichten und des Werksteins

Die in der späten Kreidezeit entstandenen Gesteinsabfolgen, gekennzeichnet durch ihre grünlichen, grauen und rötlichen Farbnuancen und deren Vorkommen sich hauptsächlich auf die Beskiden erstrecken, wurden nach diesem Berg als Godula-Schichten bezeichnet. Diese Schichten stellen einen Flyschkomplex aus graugrünen Sandsteinen, graugrünen Tonschiefern und sandigen Tonsteinen mit Schichtaufbau dar. Diese Schiefer und Tonsteine wechsellagern mit Sandsteinen. Die Sandsteinlagerstätten bestehen aus Bänken von meist feinkörnigen Sedimenten, die ein Farbspiel zwischen graugrün, blaugrau und blaugrün besitzen. Teilweise sind sie auch mittelkörnig, grobkörnig bis konglomeratisch ausgebildet. Der Sandstein ist kieselig gebunden und enthält Glaukonit. Daraus resultiert seine Festigkeit und Farbe.
Ursprünglich war Godula-Sandstein nur der Name des am Godulaberg abgebauten Baugesteins, welches für die Architektur der näheren und weiteren Region große Bedeutung besitzt. Die frühe geologische Forschung griff diesen Namen auf und übertrug ihn als lithologischen Fachbegriff auf alle Sandsteinvorkommen gleichen Alters und Ausprägung in den Beskiden und angrenzenden Karpaten. Hinsichtlich seines Alters liegt er im kreidezeitlichen Bereich von Cenoman bis Turon. Das Alter der gesamten Godula-Schichten erstreckt sich aber vom Cenoman bis zum Santon.

Die Godula-Schichten wurden sowohl auf polnischer als auch auf tschechischer Seite ausführlich untersucht. Die erste umfassende wissenschaftliche Untersuchung aller Karpatensandsteinablagerungen, darin die Godula-Sandsteine, ist durch Ludwig Hohenegger (Direktor der Berg und Hüttenkammer Teschens) um 1860 vorgenommen worden. Hohenegger gilt als Pionier der Erforschung des Karpatenflysches.

Die Mächtigkeit der Godula-Schichten auf polnischer Seite (Burtan, Konior, Książkiewicz, 1937) wurde mit 2.000 Metern und auf der tschechischen Seite (Menčik, Pesl, 1955) 2.450 Meter ermittelt.